# تعقیب تا الجزیره
تعقیب تا الجزیره (به انگلیسی: Pursuit to Algiers) نام دوازدهمین فیلم از مجموعه فیلم‌های شرلوک هولمز با بازی بازیل رتبون و نایجل بروس می‌باشد. این فیلم از هیچ‌کدام از داستان‌های آرتور کانن دویل اقتباس نشده، ولی شخصیت‌ها و ایده‌ها از داستان ماجرای دایره قرمز نوشته این داستان گرفته شده‌اند. این فیلم در بانک اطلاعات اینترنتی فیلم‌ها نمره ۷٫۲ از ۱۰ را دارد. تعقیب تا الجزیره در سال ۱۹۴۵ توسط روی ویلیام نیل کارگردانی، توسط هاوارد بندیکت تهیه، و توسط لئونارد لی نوشته شد. در این فیلم بازیل رتبون در نقش شرلوک هولمز و نایجل بروس در نقش دکتر واتسن ایفای نقش کردند. این فیلم ۶۵ دقیقه‌ای، در تاریخ ۲۶ اکتبر ۱۹۴۵ میلادی به نمایش درآمد.

## خلاصه داستان
داستان فیلم دربارهٔ کارآگاه معروف شرلوک هولمز است. او مأموریت پیدا می‌کند وارث تاج و تخت یک امپراتوری اروپایی را پس از ترور پدر او همراهی کند و او را صحیح و سالم به موطن اش بازگرداند.